# BRDC International Trophy
Le BRDC International Trophy est une compétition automobile organisée par le British Racing Drivers' Club  qui se tient annuellement sur le tracé de Silverstone en Angleterre. De 1949 à 1978, le BRDC International Trophy était une course de Formule 1 hors-championnat.

## Palmarès

### Formule 1
| Année | Vainqueur             | Voiture        | Circuit     | Résultats   |
| ----- | --------------------- | -------------- | ----------- | ----------- |
| 1949  | Alberto Ascari        | Ferrari        | Silverstone | Résultats   |
| 1950  | Giuseppe Farina       | Alfa Romeo     | Silverstone | Résultats   |
| 1951  | Reg Parnell           | Ferrari        | Silverstone | Résultats   |
| 1952  | Lance Macklin         | HWM-Alta       | Silverstone | Résultats   |
| 1953  | Mike Hawthorn         | Ferrari        | Silverstone | Résultats   |
| 1954  | José Froilán González | Ferrari        | Silverstone | Résultats   |
| 1955  | Peter Collins         | Maserati       | Silverstone | Résultats   |
| 1956  | Stirling Moss         | Vanwall        | Silverstone | Résultats   |
| 1957  | Jean Behra            | BRM            | Silverstone | Résultats   |
| 1958  | Peter Collins         | Ferrari        | Silverstone | Résultats   |
| 1959  | Jack Brabham          | Cooper-Climax  | Silverstone | Résultats   |
| 1960  | Innes Ireland         | Lotus-Climax   | Silverstone | Résultats   |
| 1961  | Stirling Moss         | Cooper-Climax  | Silverstone | Résultats   |
| 1962  | Graham Hill           | BRM            | Silverstone | Résultats   |
| 1963  | Jim Clark             | Lotus-Climax   | Silverstone | Résultats   |
| 1964  | Jack Brabham          | Brabham-Climax | Silverstone | Résultats   |
| 1965  | Jackie Stewart        | BRM            | Silverstone | Résultats   |
| 1966  | Jack Brabham          | Brabham-Repco  | Silverstone | Résultats   |
| 1967  | Mike Parkes           | Ferrari        | Silverstone | Résultats   |
| 1968  | Denny Hulme           | McLaren-Ford   | Silverstone | Résultats   |
| 1969  | Jack Brabham          | Brabham-Ford   | Silverstone | Résultats   |
| 1970  | Chris Amon            | March-Ford     | Silverstone | Résultats   |
| 1971  | Graham Hill           | Brabham-Ford   | Silverstone | Résultats   |
| 1972  | Emerson Fittipaldi    | Lotus-Ford     | Silverstone | Résultats   |
| 1973  | Jackie Stewart        | Tyrrell-Ford   | Silverstone | Résultats   |
| 1974  | James Hunt            | Hesketh-Ford   | Silverstone | Résultats   |
| 1975  | Niki Lauda            | Ferrari        | Silverstone | Résultats   |
| 1976  | James Hunt            | McLaren-Ford   | Silverstone | Résultats   |
| 1977  | Non disputé           | Non disputé    | Non disputé | Non disputé |
| 1978  | Keke Rosberg          | Theodore-Ford  | Silverstone | Résultats   |

### Formule 2
| Année | Vainqueur      | Voiture      | Circuit     | Résultats |
| ----- | -------------- | ------------ | ----------- | --------- |
| 1979  | Eddie Cheever  | Osella-BMW   | Silverstone | Résultats |
| 1980  | Derek Warwick  | Toleman-Hart | Silverstone | Résultats |
| 1981  | Mike Thackwell | Ralt-Honda   | Silverstone | Résultats |
| 1982  | Stefan Bellof  | Maurer-BMW   | Silverstone | Résultats |
| 1983  | Beppe Gabbiani | March-Honda  | Silverstone | Résultats |
| 1984  | Mike Thackwell | Ralt-Honda   | Silverstone | Résultats |